# Toons Mag
Toons Mag — иллюстрированный онлайн-журнал, который публикует рисунки, карикатуры, комиксы и анимацию. Это многоязычная и международная издательская платформа для комиксов, политических и сатирических карикатур и газетных статей, опубликованных Арифуром Рахманом.

## История
В Бангладеш творчество Арифура Рахмана было запрещено, его работы подвергнуты цензуре из-за невинного рисунка, который был опубликован в 2007 году в периодике национальной газеты. После того, как рисунок был опубликован, художника пытали и заключили в тюрьму на шесть месяцев и два дня. После того, как он вышел из тюрьмы в 2008 году, ни одна газета не посмела более печатать его рисунки. Он хотел показать свои работы людям, поэтому он решил создать свой собственный иллюстрированный журнал, но у него было недостаточно денег для того, чтобы начать издаваться. Поэтому в 2009 году Арифур Рахман создал сайт для публикации иллюстраций, рисунков, комиксов и анимации под названием Toons Mag. Цель состоит в том, чтобы способствовать открытости и свободе выражения, а также создать международную сеть художников.

### Награда
В 2015 году Toons Mag выиграл немецкую награду The Bobs в номинации «Лучший онлайн-активист» среди бенгальцев. Конкурс организован международной телерадиокомпанией Deutsche Welle.

## Выставка и конкурс мультфильмов
Каждый год, начиная с 2015 года, Toons Mag в сотрудничестве с Avistegnernes Hus организует международные конкурсы и выставки иллюстраций, зарисовок и карикатуры.

### 2015 Дети на войне
Это была международная выставка, на которой основное внимание было уделено положению детей в зонах войн и конфликтов, в таких странах как Сирия, Йемен, Афганистан, Ирак и т. д. 128 художников из 51 страны внесли свой вклад в выставку, представив свои творческие работы. Выставка была открыта епископом боргским Атле Зоммерфельдтом в Avistegnernes Hus в городе Дрёбак. После этой выставки экспонаты выставлялись в Осло, Несоддене, Бергене, Ставангере, Хаугесунде, Кристиансанне, а также в Норрчёпинге в Швеции. Проект был поддержан норвежским частным фондом Fritt Ord.

### 2016 год Защита прав женщин
В 2016 году был организован международный конкурс и выставка рисунков в поддержку прав человека, основной темой работ, представленных на конкурсе, стала защита стали прав женщин. В конкурсе приняли участие 567 художников из 79 стран мира, из представленных работ 120 были выбраны для участия в выставке. Она была открыта в Международный женский день в Avistegnernes Hus норвежским иллюстратором Сири Доккен.
Индийская выставка была открыта в Индийском институте карикатуристов и в Агре, штат Уттар-Прадеш, Индия. Обе эти выставки были открыты в один и тот же день. После этого экспонаты выставки была представлены в Кристиансанне (Норвегия) и в Прешове (Словакия). Выставка проводилась в сотрудничестве с Домом Иллюстраторов (Avistegnernes Hus), Индийским институтом карикатуристов (Indian institute of the cartoonist) , Bren Snising Словакия. Проект был поддержан фондом Fritt Ord, фондом ЕАОС и Словацкой Республикой. Из 567 художников 12 получили призы и дипломы.

### 2017/18 Защита свободы слова
Проект сотрудничества между Toons Mag и Avistegnernes Hus (Домом Иллюстраторов). Выставка экспонировалась в разных местах в трёх странах: Норвегии, Индии и Словакии. Выставку в Доме Иллюстраторов (Avistegnernes Hus) открыл автор Пер Эдгар Коккволд. Она была частью Норвежского литературного фестиваля в Лиллехаммере. В Лиллехаммере ее открыли Роар Хаген и Модди Кнутсен. В Осло выставка прошла в посольстве Словакии. В Индии — в Индийском институте карикатуристов, Бангалор. В Словакии выставка экспонировалась в Прешове и Кошице. Наконец, экспонаты были выставлены в Эйдсволлe. Из 518 — 12 художников получили призы и дипломы. Проект был поддержан Fritt Ord.